# Santa Maria dei Martiri

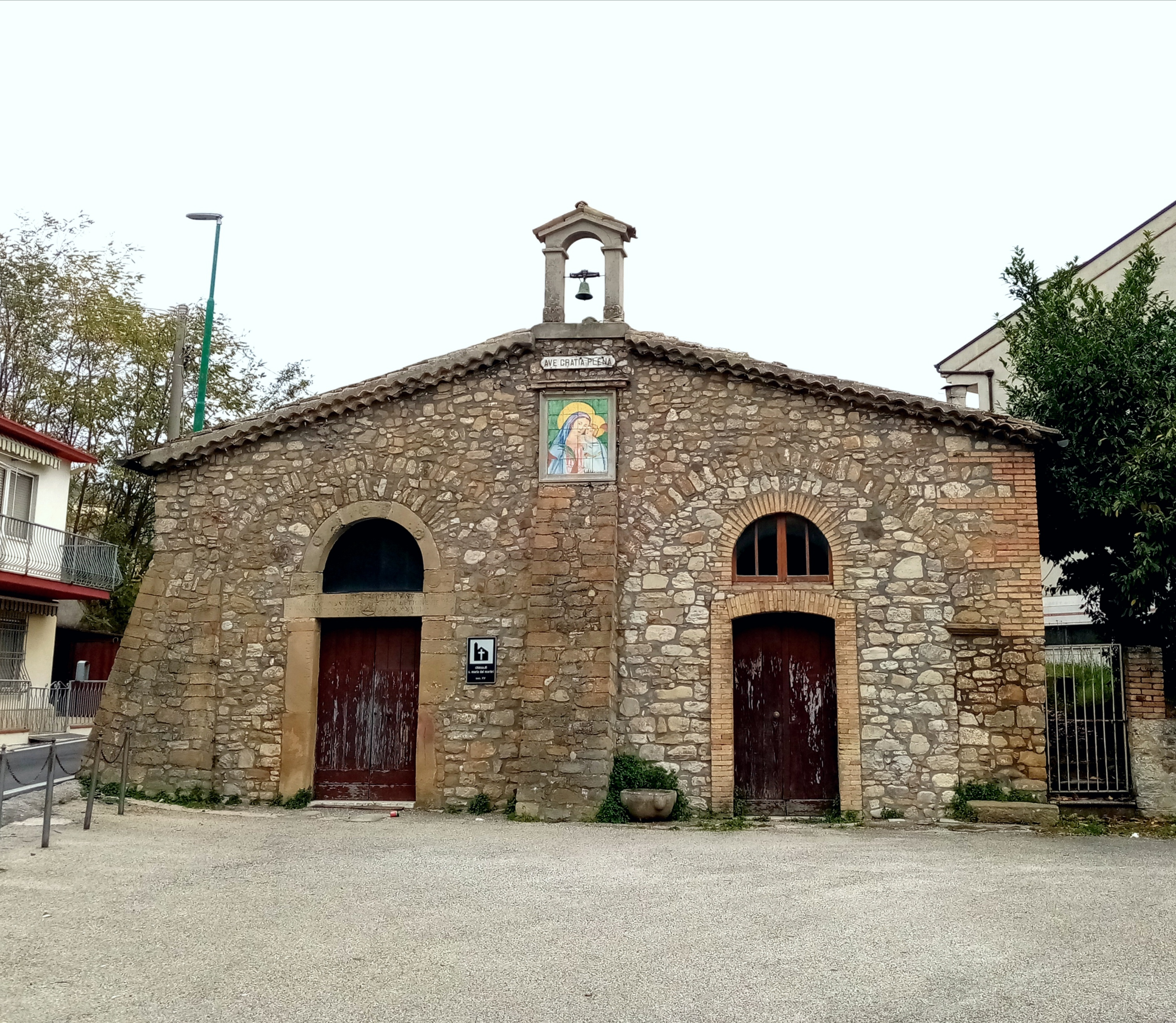
La chiesetta di Santa Maria dei Martiri presso Ariano Irpino, lungo l'antica strada regia delle Puglie

Santa Maria dei Martiri (o Beata Vergine dei Martiri, oppure Nostra Signora dei Martiri, ovvero Madonna dei Martiri), in latino ecclesiastico Sancta Maria ad Martyres, è uno dei titoli con cui i cattolici onorano Maria, madre di Gesù.
Si tratta in realtà di due distinti titoli mariani, entrambi di origini medievali e spesso confusi tra loro nel linguaggio comune: "Santa Maria ad Martyres in Campo" e  "Madonna dei Martiri".

## Santa Maria ad Martyres in Campo
La denominazione di tale titolo deriva dalla basilica collegiata di Santa Maria ad Martyres in Roma, sorta nel 609 al Campo Marzio (da cui l'epiteto "in Campo") per volontà di papa Bonifacio IV. L'intitolazione faceva riferimento alle reliquie di numerosi martiri cristiani che dalle catacombe erano state trasferite nei sotterranei del Pantheon, ove trovò posto la basilica. Il prestigio di tale edificio religioso, ricco di opere d'arte e di illustri sepolture, contribuì alla vasta diffusione del culto per Santa Maria ad Martyres in Campo.

## Madonna dei Martiri
Tale titolo trae le proprie origini dalla sacra effigie mariana donata nel 1188 dai crociati di ritorno dalla Terrasanta all'appena costruita basilica della Madonna dei Martiri e all'attiguo "ospedale" (in realtà una sorta di ostello), entrambi situati presso Molfetta nell'allora regno di Sicilia. Da lì il culto per la Madonna dei Martiri si propagò soprattutto nell'ambito del giustizierato di Puglia (ad Altamura, Otranto e altrove) e successivamente, grazie ai diffusi fenomeni migratori, anche in altre aree del globo (dal New Jersey all'Australia Meridionale).

## Dedicazioni e culto
A Santa Maria dei Martiri sono intitolate numerose chiese e anche diverse opere pie, inclusa la confraternita della Santissima Trinità dei pellegrini (fondata a Taranto nel XV secolo).

## Memoria liturgica
La Chiesa cattolica non contempla, nel proprio anno liturgico, alcuna specifica festività di Santa Maria dei Martiri. Le date delle celebrazioni variano pertanto da luogo a luogo, in funzione dei calendari liturgici di ciascuna diocesi o, in loro mancanza, in occasione di svariate altre feste mariane, quali ad esempio la natività, la visitazione o la regalità della Beata Vergine.